# Wijnman
Wijnman var en adlig ätt från Livland vilken spreds till Sverige under 1400-talet, där den assimilerades som frälseätt. Av ättens medlemmar ägnade sig flera generationer åt sjövapnet och nådde den högsta officersgraden. Ätten introducerades 1626 på Riddarhuset och efter att den upphöjdes till friherre 1652, kallades ätten Bielkenstierna.
Hans Klaus Hansson Wijnman är nämnd 1490 och var gift med Kristina von Vietinghoff. Hans son, Klaus Hansson Wijnman (Wieman). ? Amiral omkring 1510, var gift med var gift med Märta Andersdotter (Hålbonäsätten). I detta gifte föddes:
1. Kerstin Klasdotter, gift med Sten Eriksson (Kolhammarsätten).
2. Hans Klasson Wijnman (död 1566), gift med Karin Axelsdotter i hennes 2:a gifte.
  1. Kerstin Hansdotter. Gift 1575 med riksrådet Göran Claesson (Stiernsköld)
  2. Catharina Hansdotter, död 1565
  3. Claes Hansson  till Årsta och Vändelsö, uppges ha varit amiral. Gift 1573-10-19 Lagnö, med Kerstin Nilsdotter Ryning.
    1. Hans Claesson (1574–1620), som blev "överste amiral". 
      1. Hans Claessons son, Claes Hansson (1615–1662), blev 1626 introducerad på riddarhuset i svenneklassen under nr. 13 och 1649 uppflyttad i riddarklassen under nr. 27 samt upphöjd till friherre 1652 och antog då namnet Bielkenstierna, varför den adliga ätten Wijnman nummer 27 utdog.

    2. Nils Claesson (omkring 1582–1622), även han amiral.